# فرودگاه میسون (میشیگان)
فرودگاه میسون (میشیگان) (به انگلیسی: Mason County Airport (Michigan)) یک فرودگاه همگانی بهره‌برداری هوایی با کد یاتا LDM است که یک باند فرود آسفالت دارد و طول باند آن ۱۵۲۵ متر است. این فرودگاه در کشور ایالات متحده آمریکا قرار دارد و در ارتفاع ۱۹۷ متری از سطح دریا واقع شده‌است.